# Ченгето от Бевърли Хилс
„Ченгето от Бевърли Хилс“ (на английски: Beverly Hills Cop) е екшън комедия от 1984 г. на режисьора Мартин Брест и продуциран от легендите на американското кино Дон Симпсън и Джери Брукхаймър. Главната роля във филма се изпълнява от Еди Мърфи.

## Идеята
Две са версиите за създаването на филма. Според Майкъл Айснер (председател на борда на директорите на Paramount Pictures (1976-1984), по-късно шеф на борда на директорите на Уолт Дисни Къмпани 1984-2005) идеята е негова, като се е родила, когато жена му подава сигнал за обир в дома му, и ченгетата от Бевърли Хилс пристигат за 2 минути.
Втората версия е, че Дон Симпсън, който по това време е шеф на продукциите в „Парамаунт“, разказва как му дошла идея, когато карал очукана кола из улиците на Бевърли Хилс, Калифорния, когато полицията го спряла. Запитал се какво би се случило и как биха се държали, ако спрат такава кола и тя е карана от техен колега от друг град, и от там дошла идеята.

## Режисьор
Дон Симсън и Джери Брукхаймър упорито искат да привлекат за режисьор на филма Мартин Брест, чиито фенове са, но той непрекъснато отхвърля всеки нов сценарий. Накрая в разговор по телефона с тях им заявява: „сега ще хвърля чоп, ако се падне ези ще приема, ако е тура сме дотук“. Пада се ези и той приема да режисира продукцията.

## Създаването на сценария
През 1977 година Дон Симпсън се среща с Данило Бах и му поръчва написването на проект за сценарий на филм, в който ченге създава неприятности (но не става и дума за комедия). Данило Бах разказва как идеята му дошла на плажа в Санта Моника, и се обадил да му предложи идеята. Когато се срещат и Бах представя идеята, Майкъл Айснер казва, че идеята е страхотна, да остави проекта и направо да започне с писането на сценарий. Според самия автор при писането на сценария Бах си представял като главен герой актьори като Клинт Истууд, Ал Пачино и Джеймс Каан, тъй като проектът бил за екшън филм.

## Първообраз, промени в сценария и идеи за актьори
В продължение на четири години сценарият стои в киностудията, преди да решат да стартират проекта. За пренаписване на сценария е нает Дан Петри-младши, който успява да вложи хумористичен нюанс при пренаписването на сценария.
Когато Петри, Дон Симсън и Джери Брукхаймър се събират, за да обсъдят рамката и сюжета, тяхното мнение е, че за изпълнител на главната роля би бил много подходящ Мики Рурк, който е много популярен по това време. Отправят оферта към Рурк и му плащат 400 000 долара, за да не приема друга роля, докато се пише сценария. Тъй като писането на сценария се забавя много, договорът с Мики Рурк изтича и той приема друго предложение.
Когато сценарият е готов, Симпсън и Брукхаймър срещат Еди Мърфи, който по това време е популярен водещ в съботно телевизионно комедийно шоу „Saturday Night Live“, и вече е участвал в успешния филм на режисьора Уолтър Хил - „48 часа“, където си партнира с друга звезда от тези години - Ник Нолти. Еди ги заговаря, пита ги върху какво работят и когато те му разказват за проекта, той казва, че тази роля му допада много.

### Силвестър Сталоун
Когато предават сценария в студиото, двамата продуценти казват на шефовете на Парамаунт, че Еди Мърфи е готов да участва във филма, но шефовете решават да предложат на най-популярния актьор – Силвестър Сталоун. Според продуцентите този филм, който ще е първият от поредица екшън комедия, трудно би паснал на актьорския стил на Сталоун, той не би приел и затова е добре да ангажират Еди Мърфи.
Шефовете на киностудията отправят оферта към Сталоун, който за изненада на продуцентите приема. Сталоун иска промени в сценария, които да отразяват начина му на говорене. Той иска да се промени името на главния герой от Аксел Фоули на Аксел Кобрети, за да му казват „Кобрата от града на колите“. Сталоун внася много екшън сцени във филма, като комедийният нюанс изчезва.
На среща на двама продуценти, режисьора и шефовете на киностудията Майкъл Айснер, Джеф Катценберг и Бари Дилър, на която им представят новия сценарий, Бари отхвърля проекта, защото бюджетът на продукцията е нараснала от 14 на 20 млн. долара. Айснер казва на Джеф и Бари да намерят друг филм за Сталоун и запитва кой актьор предлагат за ролята на детектив Аксел Фоули. Дон и Джери искат Еди Мърфи, което е прието от шефовете на компанията.
Когато казват на Сталоун за решението им, всички очакват Сталоун да иска обезщетение, но той постъпва много етично и джентълменски, като се оттегля без претенции. Всъщност сценарият, който е написан за филма и в който се използвани идеите на Сталоун, по-късно се превръща в друг хитов филм – Кобра, продуциран от киностудията.

### Еди Мърфи
Същата вечер, когато шефовете на Парамаунт решават да отхвърлят сценария на Сталоун, Дон и Джери заминават за Ню Джърси, където имат уговорена среща с Еди Мърфи и са готови да му отправят оферта за участие в новия филм. Единственото, което Бари Дилър пита режисьора преди срещата с Мърфи, е дали може да издържи цял филм от такъв мащаб. Отговорът на Брест е: „Да, без съмнение“.

### Тагард и Розууд
Когато вървят прослушванията за ролите на детективите Тагард и Розууд, Джон Аштън (дет. Тагард) е викан пет пъти да чете репликите, без да е чел сценария. В края на деня Марти и Дон започват да комбинират по двама актьори, за да видят как би изглеждал филмът с „лошото и доброто ченге“. Джон Аштън трябва да си партнира с Джъдж Рейнолд (дет. Розууд) и докато чакат в коридора, преди да влязат при режисьора и продуцентите, го моли да му разкаже за какво става дума в сценария, тъй като не го е чел. Когато Рейнолд му разказва набързо сценария, Аштън разбира, че трябва да импровизират.
На прослушването двамата правят много добри сцени (някои от които влизат в самия филм), като техните импровизации толкова очароват Дон и Марти, че те извикват Джери Брукхаймър, за да ги види, откривайки в тях пълна противоположност, Марти Брест им дава следното напъствие: вие сте двойка, женена отдавна. Джъдж е съпругата, която е постоянно загрижена, а Аштън е измъченият съпруг. Така се ражда една от най-приятните сцени във филма, когато Розууд гълчи Тагард, че пие много кафе и яде прекалено много месо. Пълна импровизация е и сцената, в която двамата се опитват да прескочат една висока стена в имението на Виктор Мейланд. Марти им казва следното: „Просто трябва да ви е трудно“ и това е единственото му наставление, като вследствие се ражда една много забавна сцена.

### Лейтенант Богомил
За персонажа на лейтенант Богомил екипът решава да наеме ерудиран актьор. Така се появява осанката на Рони Кокс, наложил се актьор, отличен професионалист, който отлично се вписва във визията на Марти Брест. Изпълнението и излъчването му е толкова силно, че екипът разчита на него и в следващата серия.

## Инспектор Тод
Невероятният актьорски състав в този филм продължава с наемането на Гилбърт Хил за ролята на инспектор Тод от Детройтската полиция. Във връзка с всичко, което се случва дотук, Марти Брест отива в Детройт, щата Мичиган, където избира местата за снимки. Отбива се в полицейското управление, за да се запознае с обстановката, и там се среща с шефа на отдел „Убийства“ – Гил Хил. Неговото излъчване и държание е толкова силно, че Брест му прави предложение да участва във филма. Хил не само се справя (въпреки че не е актьор), но и участва в следващите две части на „Ченгето от Бевърли Хилс“.
По-късно е избран за общински съветник на Детройт (1989) и дори се кандидатира за кмет през 2001 г., но губи изборите.

## Актьорски състав
- Еди Мърфи - детектив Аксел Фоули
- Гил Хил – инспектор Тод
- Джеймс Русо – Мики Тандино
- Джъдж Рейнолд – детектив Розууд
- Джон Аштън – детектив Тагард
- Лиза Ейлбахер – Джени Сомърс
- Рони Кокс – лейтенант Богомил
- Пол Рейзър – детектив Джефри Фридмен
- Стивън Беркоф – Виктор Мейланд
- Джонатан Банкс – Зак (дясната ръка на Мейланд)
- Бронсън Пинчът – Серж

## Сюжет
Внимание:  Текстът по-долу разкрива сюжета на произведението (или части от него)!
Аксел Фоули (Еди Мърфи) е детектив в полицията на Детройт, който има талант и нюх, но и навика да се забърква в „каши“. След провален опит за арест на дилъри на крадена стока (Аксел е под прикритие) и последвала гонитба на камион и няколко полицейски коли, шефът му - инспектор Тод (Гил Хил), го предупреждава, че му е за последно и още една издънка и изчезва от полицията.
Същата вечер намира в апартамента си своя стар приятел от детските години Мики Тандино (Джеймс Русо), който е дошъл при него, след като е бил в затвора, а след това е работил като охрана при един от престъпните босове в Бевърли Хилс - Виктор Мейланд, откъдето открадва нелегално внесени облигации от Германия. Същата вечер двамата отиват на бар, а когато се прибират ги чакат хората на Мейланд. Първо изпращат в безсъзнание Фоули, след което екзекутират Тандино.
На следващия ден Фоули излиза в отпуск, и въпреки изричната забрана на инспектор Тод да се занимава със случая, заминава за Лос Анжелис, за да разследва убийството. Там се среща с Джени Сомърс, която ръководи галерия за изкуства на Мейланд, и която е уредила работата на Тандино.
По пътя си след убийците, Аксел попада на международна организация за трафик на наркотици.

## Български дублажи
| Превод              | Асен Тотин                                                                           |
| Редактор            | Петя Игнатова                                                                        |
| Озвучаващи артисти  | Наталия Бардская Пенко Русев Румен Рачев Мариус Донкин Кристиян Фоков Мариан Маринов |
| Тонрежисьор         | Райна Кожухарова                                                                     |
| Режисьор на дублажа | Боряна Пунчева                                                                       |

| Озвучаващи артисти | Даниела Йорданова Васил Бинев Иван Танев Борис Чернев Светозар Кокаланов |
| Преводач           | Даниела Славчева                                                         |
| Тонрежисьор        | Димитър Кръстев                                                          |

| Озвучаващи артисти  | Даниела Йорданова Симеон Владов Георги Георгиев-Гого Иван Велчев Илиян Пенев |
| Преводач            | Виолета Георгиева                                                            |
| Тонрежисьор         | Емил Енев                                                                    |
| Режисьор на дублажа | Михаела Минева                                                               |